# Черницов, Александр Михайлович
Александр Михайлович Черницов (29 января 1945, Куйбышев, Новосибирская область — 29 сентября 2018, Томск, Томская область) — советский и российский учёный-физик и астроном, педагог, специалист по изучению искусственных малых тел Солнечной системы, доктор физико-математических наук (2000), профессор (2003). Профессор кафедры астрономии и космической геодезии.

## Биография
Родился 29 января 1945 года в Куйбышев Новосибирской области. Окончил музыкальную школу по классу баяна, был организатором детского кинотеатра. После окончания с золотой медалью средней школы № 1 в Куйбышеве Новосибирской области (1963) поступил на механико-математический факультет в Томский государственный университет.
В 1968 окончил Томский ГУ по специальности «астрономо-геодезия» с квалификацией «астроном-геодезист», защитил дипломную работу «Дифференциальное исправление орбиты X спутника Юпитера с использованием ЭЦВМ» (научный руководитель Т. В. Бордовицына) и поступил на работу в НИИ прикладной математики и механики ТГУ.
В 1977 защитил диссертацию на степень кандидат физико-математических наук. В 1996—1999 прошёл обучение в докторантуре ТГУ и в 2000 защитил докторскую диссертацию по специальности «астрометрия и небесная механика». С 1 июля 1968 г. — младший, с 1 сентября 1971 г. — старший научный сотрудник, с 1 мая 1974 г. — заведующий сектором, с 15 ноября того же года — заместитель заведующего лабораторией № 52, с 29 апреля 1975 г. — заведующий сектором, с 31 января 1975 г. — заведующий лабораторией НИИ прикладной математики и механики ТГУ. С 10 февраля 1978 г. по 23 июля 1979 г. — старший преподаватель кафедры высшей математики Джамбульского гидромелиоративно-строительного института Министерства сельского хозяйства СССР.
С 15 августа 1979 г. — заведующий сектором, с 10 января 1980 г. — заведующий лабораторией № 51, с 1 января 1989 г. — старший научный сотрудник, с 16 февраля 1993 г. — ведущий научный сотрудник отдела небесной механики и астрометрии НИИ прикладной математики и механики. В 1989—1990 гг. — доцент кафедры теоретической и небесной механики и кафедры математического анализа механико-математического факультета ТГУ (по совместительству).
С 15 ноября 1996 г. — докторант кафедры теоретической и небесной механики и ведущий научный сотрудник НИИ прикладной математики и механики. С 1 сентября 2000 г. — доцент, затем профессор кафедры динамики космического полета и спутниковой геодезии ЦИОРАН ТГУ. С 2001 г. по совместительству профессор кафедры геодезии ТГАСУ. В 1975—1977 гг. — председатель совета молодых ученых НИИПММ.
С 2003 по 2018 работал в должности проф. на каф. астрономии космической геодезии физ. фак. ТГУ и являлся в. н. с. отд. астрометрии и небесной механики НИИ прикладной математики и механики ТГУ. Учёное звание старшего научного сотрудника по специальности «астрометрия и небесная механика» присвоено 22 января 1992 г.

## Научный вклад
Основная область научных интересов А.М. Черницова  связана с вопросами динамики естественных и искусственных малых тел Солнечной системы, в том числе с исследованием движения малых тел Солнечной системы. 
Им разработан и теоретически обоснован ряд эффективных алгоритмов определения НК-оценок начальных параметров движения малых тел и развит новый подход в построении областей возможных движений малых тел Солнечной системы. В рамках этого подхода выполнены теоретические разработки и практически реализованы нелинейные и линейные методы однопараметрических отображений вероятностных областей движения малых тел. Построен критерий применимости методов при исследовании эволюции движения малых тел. Разработаны способы оценивания нелинейности в задачах построения областей возможных движений астероидов. Показана связь между собой разных показателей нелинейности и даны рекомендации, позволяющие уменьшить степень нелинейности задач. Разработан способ оценки влияния возмущающих сил на точность построения вероятностной модели движения астероидов. 
Предложен способ оценки вероятности столкновения астероидов с большими планетами, основанный на представлении доверительных областей в пространстве определяемых параметров их граничными поверхностями. Показана более высокая эффективность этого способа по сравнению с общепринятым способом, в котором доверительные области определяются в виде множества заполняющих их объем точек. Предложен способ оценивания эффективности отбраковки наблюдений и введения весовых матриц, основанный на сравнении доверительных областей. 
Применение разработанных методик и алгоритмов позволило получить ряд практических результатов. Впервые была определена система элементов орбиты кометы Гершель–Риголле, объединяющая два наблюдаемых появления (1788–1789 и 1939–1940) и даны оценки точности эфемерид её движения. 

## Педагогическая деятельность
В разные годы читал в ТГУ спецкурсы: 
- «Космическая геодезия»;
- «Определение оценок параметров движения небесных тел»;
- «Теория движения ИСЗ»;
- «Математические методы обработки наблюдений и обратные задачи динамики малых тел Солнечной системы».

Под руководством А.М. Черницова защищены две кандидатские диссертации.

## Награды и премии
- Медаль «За участие в обеспечении выполнения космических программ СССР» (1981)
- нагрудный знак «Почётный работник высшего профессионального образования Российской Федерации» (2003).[4]

## Из библиографии
Автор более 50 научных трудов и монографий, в том числе:

### Диссертации
- Черницов, Александр Михайлович. Анализ некоторых схем определения оценок параметров движения небесных тел : дис. ... канд. физ.-матем. наук : 01.03.01. - Томск, 1976. - 124 с.
- Черницов, Александр Михайлович. Алгоритмы определения областей возможных движений малых тел Солнечной системы : дис. ... докт. физ.-матем. наук : 01.03.01. - Томск, 1999. - 199 с.

### Избранные статьи
- Анализ некоторых упрощенных схем определения оценок параметров движения небесных тел / А.М. Черницов // Астрономия и геодезия. Вып. 5. Томск, 1975.
- Об использовании упрощенных вычислительных схем при оценивании параметров движения космических объектов / А.М. Черницов // Космические исследования. М., 1975. Т. 13, вып. 6;
- Об эффективности применения аналогов метода Ньютона при улучшении параметров орбит / А.М. Черницов, С.С. Краев // Бюллетень ИТА АН СССР. 1984. Т. 15, № 6;
- Сравнение вероятностных и детерминированных моделей прогноза параметров движения космических объектов / А.М. Черницов, В.А. Тамаров // Кинематика и физика небесных тел. 1995. Т. 11, № 1;
- Анализ некоторых методов определения вероятностной эволюции движения малых тел Солнечной системы / А.М. Черницов, А.П. Батурин, В.А. Тамаров // Астрономический вестник. 1998. Т. 32, № 5;
- Solving the problem of the «Movable Objects» identifying in the space astrometry project «Struve» (Совм. с M.S. Chubey, T.V. Bordovitsyna, M.R. Fedianin, A.P. Baturin.) // Proceedings of the 4th International workshop on positional astronomy and celestial mechanics. Valencia, 1998;
- New Trends in Numerical Simulation of the Motion of Small Bodies of the Solar System (Совм. с T.V. Bordovitsyna, V.A. Avdyushev).// Celestial Mechanics. 2001. Vol. 80 (3/4);
- Новая улучшенная система элементов орбиты кометы 35P/Herschel-Rigollet / А.М. Черницов, А.П. Батурин // Астрономический вестник. 2001. Т. 35, № 4.
- The parent of the Quadrantid meteoroid stream and asteroid 2003 EH1[6] / I. P. Williams, G. O. Ryabova, A. P. Baturin, A. M. Chernitsov. // Monthly Notices of the Royal Astronomical Society. — 2004-12-21. — Т. 355, вып. 4. — С. 1171–1181. — ISSN 0035-8711. — doi:10.1111/j.1365-2966.2004.08401.x